# Kakskerta träsk
Kakskerta träsk (finska: Kakskerranjärvi) är en sjö i Finland. Den ligger i Åbo stad i landskapet Egentliga Finland, i den södra delen av landet, 150 km väster om huvudstaden Helsingfors. Kakskerta träsk ligger 6,9 meter över havet. I omgivningarna runt Kakskerta träsk växer i huvudsak barrskog. Arean är 1,6 kvadratkilometer och strandlinjen är 15,05 kilometer lång. Sjön  ingår i Norra Skärgårdshavets avrinningsområde.   Den långsträckta sjön ligger på ön Kakskerta i Skärgårdshavet och genomlöper nästan hela öns längd.